# ФК Брестник 1948 (Пловдив)
ФК „Брестник“ от село Брестник е футболен клуб, основан през 1948 година.

## История
Ф.К „Брестник е основан през 1948 година. През цялата си история тимът се е състезавал в аматьорския футбол и се е явявал трамплин за младите футболисти, излезли от школите на професионалните клубове в Пловдив. В различни периоди екипа на отбора са обличали имена като Аян Садъков, Георги Иванов-Гонзо, Димитър Телкийски, Веселин Тосев и много други.
През 2004 година клубът приема името „Брестник 2004“, а 3 години по-късно става ПФК.
През сезон 2002 – 2003 година отборът печели 1-во място в А областна група-Пловдив и за първи път в своята история влиза във В Югоизточна футболна група.
Във В група отборът се представя със завиден успех като записва множество победи над известни от близкото минало, а и настояще отбори като Сливен и „Марица“ Пловдив, „Спартак“ Пловдив, „Хасково“ и много други.
През 2008/09 „Брестник 1948“ (Пловдив) се обединява с „Реал“ (Пловдив), поддържащ само детско-юношеска школа. Името на обединения отбор остава „Брестник 1948“ (Пловдив). Отборът играе домакинските си мачове на ст. „Асен Гаргов“ в Калояново .

## Успехи
- сезон 2002 – 2003 1-во място в А областна група-Пловдив
- сезон 2008 – 2009 1-во място във В Югоизточна футболна група
- сезон 2009 – 2010 1-во участие в Източна Б футболна група
- сезон 2009 – 2010 6-о място в Източна Б футболна група

- сезон 2009 – 2010 1/16 финал в турнира за Купата на България

- сезон 2012 – 2013 1-во място в детския футболен турнир „Данониада“ при деца, родени 2001 година

## Ръководство
- Димчо Беляков Президент
- Георги Козов Член на управителния съвет и кмет на село Брестник
- Милко Якимов Технически директор
- Георги Недевски Треньор
- Петър Анев Треньор на вратарите
- Владимир Фатов шеф на ДЮШ
- Ангел Димитров Лекар

## Настоящ състав
Вратари
- Георги Иванов
- Георги Киров
- Мартин Костадинов

Защитници
- Димитър Думчев
- Светослав Георгиев
- Божидар Илиев
- Илиян Марчев
- Стефан Стоянов
- Найден Рашков

Полузащитници
- Панайот Христов
- Марио Георгиев
- Петьо Димитров
- Костадин Тасаров
- Деян Павлов
- Константин Генков
- Светослав Асенов

Нападатели
- Александър Стойчев
- Никола Денев
- Станимир Ковачев
- Георги Петров
- Благомир Мастагарков

## Трансфери лято 2011

### Привлечени
- Камен Грозданов от ИТД-Гигант (Съединение)
- Пламен Коларов от Спартак (Пловдив)
- Георги Аргилашки от Марица (Пловдив)
- Петьо Димитров от ИТД Гигант (Съединение)

### Напуснали
- Светослав Петров в Верея (Стара Загора)
- Анатоли Тодоров в Германия
- Петър Атанасов в Ботев (Пловдив)
- Стефан Киков в Ботев (Пловдив)
- Игнат Дишлиев в Любимец 2007 (Любимец)
- Атанас Пашкулев в Астерас (Атина)
- Гриша Иванов в ПФК Несебър
- Васил Кочев в Свиленград 1921
- Емил Грозев в Литекс (Ловеч) изтекъл наем
- Максим Стойков в Литекс (Ловеч) изтекъл наем
- Николай Павлов от Любимец 2007 (Любимец)
- Йордан Линков в Кипър
- Божидар Илиев в Сливен 2000 (Сливен)
- Атанас Любенов
- Костадин Зеленков в Нефтохимик (Бургас)

## Известни футболисти
- Аян Садъков
- Георги Иванов - Гонзо
- Димитър Телкийски
- Веселин Тосев
- Димчо Беляков
- Петър Пенчев
- Красимир Димитров
- Петър Анев